# Jonas Urbig
Jonas Kurt Urbig (Euskirchen, 8 agosto 2003) è un calciatore tedesco, portiere del Bayern Monaco.

## Carriera

### Club
Urbig è cresciuto nel settore giovanile del Colonia dove è entrato nel 2012 all'età di nove anni. Nel 2021 è stato promosso nella squadra riserve dove ha debuttato il 15 settembre 2021 nell'incontro di Regionalliga perso 3-1 contro l'Alemannia Aquisgrana.
Il 6 gennaio 2023 è stato ceduto in prestito al Jahn Ratisbona fino al termine della stagione. Ha giocato il suo primo incontro professionistico il 28 gennaio contro il Darmstadt in 2. Bundesliga.
Il 5 luglio 2023 è passato in prestito al Greuther Fürth.
A fine prestito fa ritorno al Colonia, club in cui milita sino al 27 gennaio 2025, giorno in cui viene ceduto a titolo definitivo al Bayern Monaco per 7 milioni di euro.

### Nazionale
Ha giocato nelle nazionali giovanili tedesche Under-17, Under-18, Under-19, Under-20 ed Under-21.

## Statistiche

### Presenze e reti nei club
Statistiche aggiornate al 19 febbraio 2024.
| Stagione        | Squadra         | Campionato      | Campionato | Campionato | Coppe nazionali | Coppe nazionali | Coppe nazionali | Coppe continentali | Coppe continentali | Coppe continentali | Altre coppe | Altre coppe | Altre coppe | Totale | Totale | Totale |
| Stagione        | Squadra         | Comp            | Pres       | Reti       | Comp            | Pres            | Reti            | Comp               | Pres               | Reti               | Comp        | Pres        | Reti        | Pres   | Reti   |        |
| --------------- | --------------- | --------------- | ---------- | ---------- | --------------- | --------------- | --------------- | ------------------ | ------------------ | ------------------ | ----------- | ----------- | ----------- | ------ | ------ | ------ |
| 2021-2022       | Colonia II      | RL              | 14         | -17        |                 | -               | -               |                    | -                  | -                  |             | -           | -           | 14     | -17    |        |
| 2022-gen. 2023  | Colonia II      | RL              | 13         | -25        |                 | -               | -               |                    | -                  | -                  |             | -           | -           | 13     | -25    |        |
| gen.-giu. 2023  | Jahn Ratisbona  | 2.BL            | 17         | -28        | CG              | 2               | 0               |                    | -                  | -                  |             | -           | -           | 19     | -28    |        |
| 2023-2024       | Greuther Fürth  | 2.BL            | 21         | -27        | CG              | 1               | 0               |                    | -                  | -                  |             | -           | -           | 22     | -27    |        |
| gen.-giu. 2025  | Bayern Monaco   | BL              | 8          | -12        | CG              | -               | -               | UCL                | 4                  | -4                 | Cmc         | 0           | 0           | 12     | -16    |        |
| Totale carriera | Totale carriera | Totale carriera | 73         | -109       |                 | 3               | 0               |                    | 4                  | -4                 |             | 0           | 0           | 89     | -113   |        |

## Palmarès

### Club

#### Competizioni nazionali
- Campionato tedesco: 1

Bayern Monaco: 2024-2025
- Supercoppa di Germania: 1

Bayern Monaco: 2025